# Holle
Holle település Németországban, azon belül Alsó-Szászország tartományban. Lakosainak száma 7076 fő (2023. december 31.). Holle Bockenem és Bad Salzdetfurth községekkel határos.

## Népesség
A település népességének változása:
| Lakosok száma | 7144 | 7073 | 7010 | 7075 | 7114 | 7076 |
|               | 2016 | 2017 | 2019 | 2021 | 2022 | 2023 |